# اینتل ۸۰۸۵
اینتل ۸۰۸۵ یک ریزپردازنده ۸ بیتی است که در سال ۱۹۷۶ توسط اینتل ارائه شد. این پردازنده از لحاظ باینری با پردازندهٔ اینتل ۸۰۸۰ همخوانی داشت. اما برای شروع به کار نیازمند سخت‌افزار کمتری بود و می‌شد با آن میکروکامپیوترهای ارزان‌تر و ساده‌تری ساخت.
عدد ۵ در اسم این ریزپزدازنده به این معنا است که می‌تواند با ولتاژ ۵ ولت کار کند. (در مقایسه با ۱۲ ولت برای پردازندهٔ ۸۰۸۰ اینتل)